# Madon
Madon é um rio localizado na França.